# Euophrys kirghizica
Euophrys kirghizica es una especie de araña saltarina del género Euophrys, familia Salticidae. Fue descrita científicamente por Logunov en 1997.
Habita en Kirguistán.